# Krayenberggemeinde
De Krayenberggemeinde is een Duitse gemeente in Thüringen die op 31 december 2013 is ontstaan uit de fusie van de gemeenten Dorndorf en Merkers-Kieselbach. De gemeente is vernoemd naar de bijna 430 m hoge kegelvormige Krayenberg, die overigens grotendeels in de aangrenzende gemeente Tiefenort ligt. Bestuurszetel van de gemeente is Dorndorf. Krayenberggemeinde is de enige gemeente in Duitsland met gemeinde in de naam.

## Geografie
De gemeente ligt in het westen van de Wartburgkreis en wordt de omringd  door de buurgemeenten Frauensee in het noorden, Vacha in het westen, Stadtlengsfeld in het zuiden en Tiefenort en Leimbach in het oosten. Krayenberggemeinde telt circa 5300 inwoners (stand 31 december 2012) en heeft een oppervlakte van 31,55 km².
Ortsteile van de gemeente zijn Dietlas, Dorndorf, Kambachsmühle, Kieselbach, Kirstingshof en Merkers.

## Bron
- Thüringer Gesetz zur freiwilligen Neugliederung kreisangehöriger Gemeinden im Jahr 2013[dode link]

Amt Creuzburg ·
Bad Liebenstein ·
Bad Salzungen ·
Barchfeld-Immelborn ·
Berka v. d. Hainich ·
Bischofroda ·
Buttlar ·
Dermbach ·
Eisenach ·
Empfertshausen ·
Geisa ·
Gerstengrund ·
Gerstungen ·
Hörselberg-Hainich ·
Kaltennordheim ·
Krauthausen ·
Krayenberggemeinde ·
Lauterbach ·
Leimbach ·
Nazza ·
Oechsen ·
Ruhla ·
Schleid ·
Seebach ·
Treffurt ·
Unterbreizbach ·
Vacha ·
Weilar ·
Werra-Suhl-Tal ·
Wiesenthal ·
Wutha-Farnroda